# Norrtälje
Norrtälje es una ciudad de Suecia situada en la provincia tradicional de Uppland, actualmente en la provincia de Estocolmo.

## Historia
La historia de Norrtälje se retrae a 1219, cuando el lugar se menciona por primera vez como Tälje. Después de un tiempo, el nombre mudó oficialmente al de Norrtälje, para diferenciarlo con otro Tälje en la misma provincia, Södertälje. Las armas de la ciudad fueron diseñadas como un ancla al revés en 1622.
En 1719 gran parte del centro de la ciudad que había sido construida en madera fue incendiada por saqueadores rusos. La nueva iglesia, de piedra, no fue finalizada hasta 1726, y costó otros cuatro años completar el ayuntamiento.

## Demografía
| Gráfica de evolución de Norrtälje entre 1960 y 2018 |
|                                                     |

## Galería

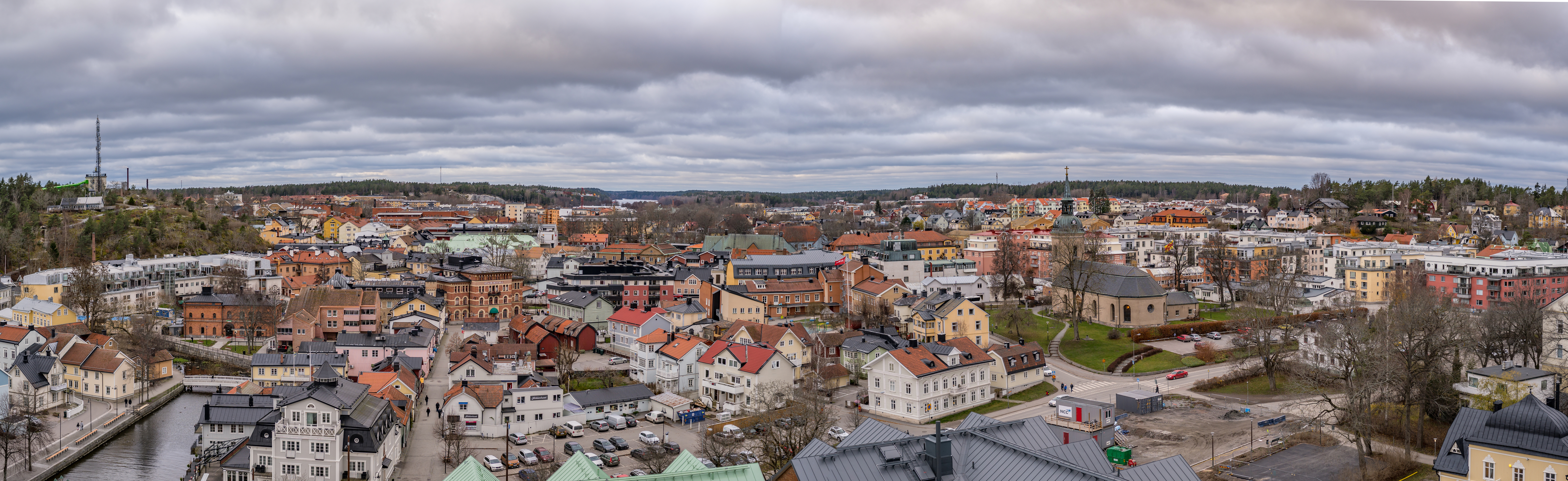
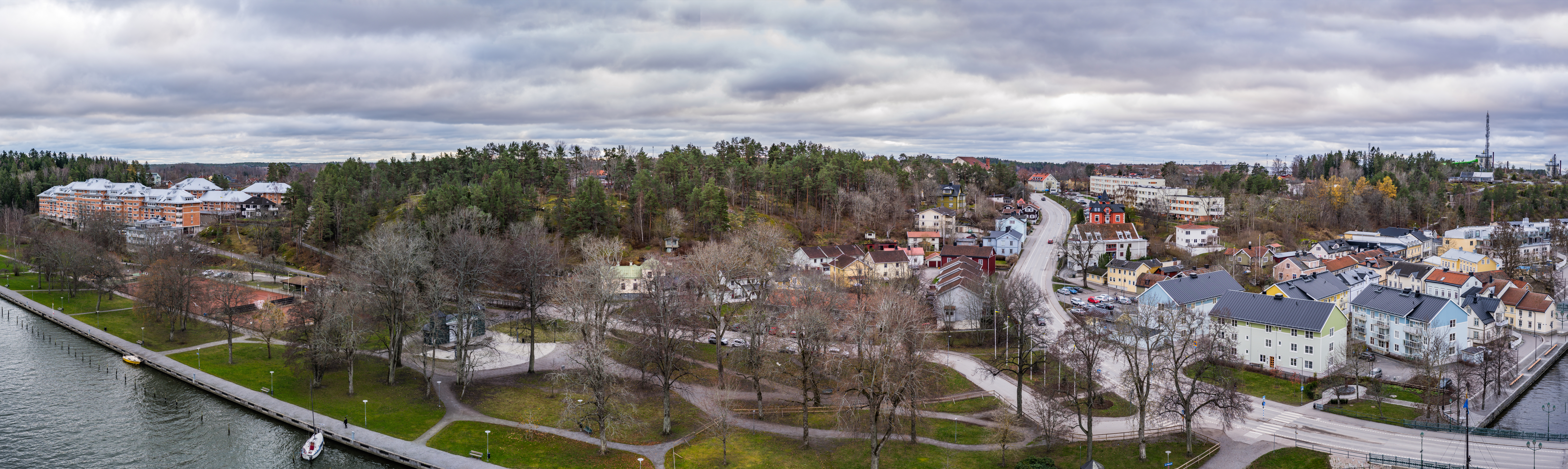
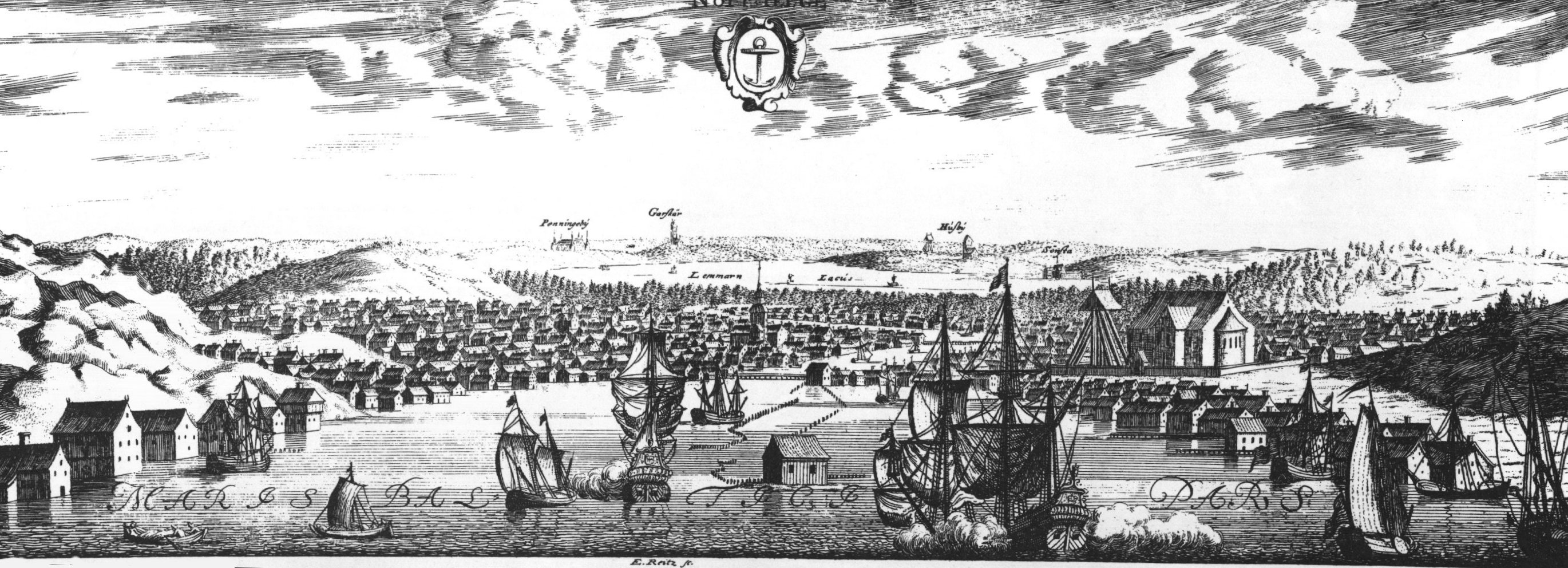
Norrtälje alrededor de 1700, en Suecia Antiqua et Hodierna